# Женски штранд на Палићу
Женски штранд на Палићу је здање сецејистичког стила, с почетка 20. века, подигнуто године 1912. Изграђен над водом, налази се на Палићком језеру, у градском насељу Палић, у граду Суботици у Севернобачком округу. Од града Суботице је удаљено око 7 км. Када је саграђен објекат је служио да би сакрио купачице од погледа пролазника, а данас је ту смештен кафе-бар на тераси која се налази на свега педесетак центиметара изнад воде.

## Локација
Женски штранд се налази на обали Палићког језера, у улици Обала Лајоша Вермеша, са погледом на језеро, окружена великим парком и шеталиштем. У непосредној близини се налази Зоо врт, Вила Лујза, Богојвар, тениски терени, једриличарски клуб, марина за бродове и многи ресторани.

## Историја
Када се бања Палић увелико развијала и градила купалишта, још у првој половини 20. века, изграђен је велики дрвени објекат на води који је сакривао купачице од погледа знатижељника.
Пројекат за изградњу Женског штранда је завршен 1908. године. Радови су почели марта 1909, а завршени 10. фебруара 1912. године. Архитекте овог објекта су били Марцел Комор (1868-1944) и Деже Јакоб (1864-1932). Наручилац изградње објекта и финансијер је био град, а извођачи радова су били предузимачи Сандор Молцер и Јанош Браучлер.
Објекат је изграђен на месту старог купатила, у сецесијском стилу од дрвета, на трупцима пободеним у приобалном плитком појасу, као сојеница, са раскошно украшеним кабинама које су штитиле припаднице лепшег пола од погледа пролазника.
На простору где је подигнут овај објекат већ се од 1885. године налазило женско купатило типа сојенице. Приликом велике изградње Палића почетком 20. века, оно је демонтирано, приступило се регулацији обале, формирано је мало полуострво како би објекат добио овалан облик.
Читав купалишни комплекс постављен је на шипове. Изграђен је искључиво од дрвета. Седамдесетих година 20. века објекат је почео да тоне, те је приликом исушења језера урађена прва реконструкција зграде, дрвени шипови су замењени бетонским, али је услед дејства леда објекат поново почео да тоне. 
Године 1985. је била друга реконструкција. Тада је објекат добио санитарни чвор, снабдевен је водом, канализацијом и електричном инсталацијом.
Поновна рестаурација и реконструкција започета је 2011. године и трајала је неколико година.

## О објекту
Грађевина се протеже по хоризонтали Палићког језера. Обликована је у благом полулуку, затворена према обали, тако да заклања купачице од погледа шетача, а отворена ка језеру. Полукружни унутрашњи простор, чији зидови су већином направљени од стакла, пружа пун поглед на језеро.
До овог објекта изграђеног над водом стиже се малим мостом и централним улазом. Лево и десно од централног улаза налазе се кабине у које се улази са трема. Одавде се силази у језеро. Централни део има и спрат, ту су се такођер налазиле кабине за пресвлачење.

## Женски штранд данас
Грађевина је до данас задржала изворну намену купалишта, али је допуњена са угоститељском функцијом. Ту се налази кафе-бар који носи назив као и сам објекат.
Женски штранд је валоризован је као објекат од вредности у оквиру историјског језгра Палића – просторне културно историјске целине.

## Галерија
- Разгледница Женског штранда, Палић, пре 1918. године
- Шеталиште уз Женски штранд
- Женски штранд
- Женски штранд